# 香港中文授課中學
香港的中文授課中學（簡稱中中、中文中學、CMI學校；英文稱為Chinese as Medium of Instruction School，意思是以粵語為教學語言的學校，下稱中中），此類中學的中一至中三年級，除英文科外，其它各科均採用以中文編寫的課本和講義，課堂上教師以粵語向學生講課（中國及／或中文相關科目或會使用普通話講課，參見以普通話教授中文科），至於中四年級或以上，則依照個別學校而定。
2010年9月實施「微調中學教學語言」政策後，香港的中學不再二元地分為「英文中學（英中）」和「中文中學（中中）」，當中亦包括達一定門檻去開辦部分英文班的中學，及「部分科目按組別用英文教學」，即只有部份科目或課時以英文授課的情況，讓學校根據校情去執行教學語言的運用。但坊間及傳媒仍常使用有關名詞，一般會將「全開英文班」的中學稱為「英文中學」。

## 概況
雖然香港居民以日常使用中文的華人為主，但是1842年開埠後香港成為英國殖民地，是由英國管治。此後長達約130年的歲月裡（日佔時期除外），英文是香港唯一的法定語文 ，直至1974年，中文才成為另一法定語文，但其地位仍遠不及英文，加上英文在世界通行的地位，使社會普遍對英文甚為重視，形成「重英輕中」的風氣，甚至在1997年香港主權移交中國後仍然没改變（詳見香港語文）。在普及學校教育以後，就讀英文中學的學生的一直比讀中文中學的高，到1990年代初，用英語學習的學生超過90%。
早期把這種現象作為問題提出來的有兩個關鍵的文件。1982《國際顧問團報告書》指出「教學語言的疏離性與普及教育的包容性的互相衝突」, 認為要解決普及教育及英文中學主導的矛盾，是政府頒令初中用廣州話（中文）教學。1990《四號報告書》提出「中英混用引致中英不通」，批評混合語的使用，建議向學校發出“確實的指引”，勸諭校長採用正確教學語言（中文）。
直接影響當前政策的是1996年的《教統會六號報告書》和1997年9月的《中學教學語言指引》（下稱《指引》）。它們的要點是：
1. 由1998年開始在所有官津中學實施中文授課；與此同時，證明有條件（學生、教師、支援措施）的學校，可獲批准保留英語教學；
2. 學校的教學語言在「中學一覽表」公佈；
3. 增加英語教學資源以保證英語水平；
4. 訂定教師基準資格以保證教師語言能力。

在政府公佈英文中學名單，以及部分學校為保留英語教學提出申請、教署評核的這段期間，社會上即時引起了不少震撼。而政策實施以來，也出現各種的反響。
香港政府自1998年9月開始實施《指引》，強逼大多數英中轉為中中，在中一年級開始推行母語教學，並逐年擴展至較高班級，當年就有超過7成的中一學生需在新學年起接受母語教學。只容許100間中學（部份學校上訴後增至114間）可保留原有的英文教學。如希望轉為英中，必需得到當時的教育署、後來的教育統籌局或現在的教育局批准。
2009年教學語言政策微調，政府讓符合資格的學校自由選擇教學語言，包括可全面採用英語授課（但教中文科會用粵語），或全面採用母語教學（唯教英文可用英語）。部分甚至在國外設立僑民學校（或稱國際學校），讓國民及其下一代即使旅居國外，亦可以接受自己本國的教育，並使用自己的母語學習，例如在香港的美國國際學校、香港日本人學校、法國國際學校、德瑞國際學校、韓國國際學校等。
目前香港教育体系内，英語教學、中文教學的情況並存。但香港的八所資助大學和四所自資大學，只以英語授課。

## 相關政策的批評

### 政府政策矛盾
香港特別行政區政府在回歸後聲稱鼓勵中學推行母語教學，更強逼大部份中學轉為中中，但政府開辦的官立中學絕大部份是英文中學，連部份1990年代才創辦的新官立中學亦是英文中學。

### 高官未有以身作則
不少香港政府高官的子女，所就讀的都不是推行母語教學的本地中文學校，而是英文學校，甚至是全英語環境的國際學校或外國學校，因此有批評指政府在推行母語教學上沒有以身作則，進一步削弱鼓勵母語教學的說服力和香港社會對母語教學的信心。例如：
- 曾任教育統籌委員會主席的前財政司長梁錦松，育有3名子女，長女就讀聖保羅男女中學附屬小學  (後轉至沙田基督教國際學校（ICS））；次子及幼子則就讀拔萃男書院附屬小學。[2]

- 前教育統籌局局長的羅范椒芬育有兩子，兩子曾就讀英基學校，中二便赴美國讀書，並且已經移民美國。[3][4]

- 前教育局長楊潤雄子女入讀國際學校，並海外升讀大學。張堅庭指楊潤雄為子女選讀國際學校，希望子女習得流利的英文，作出這樣選擇的人必然覺得英文比中文優勝。[5]

### 對學生成績的影響
香港中文大學教育學院教育行政與政策學系曾榮光教授，於2008年3月14日公佈曾被教育局禁止公佈的母語教學成效追蹤研究。研究顯示首批接受母語教學的中學生，入讀本港大學的機率較英文中學學生大減一半。若中文中學學生在中四、中五轉用英語學習，入大學的機會明顯增加。

### 香港培正中學的教學模式
1997年香港推行「母語教學」時，經常以「香港培正中學」作為「母語教學」的模範，首任香港特區行政長官董建華曾參觀該校，並公開演講，指該校過去五年的中學會考英文科平均合格率達百分之八十，比同期全港英文中學在這科的平均合格率高出兩成，證明「母語教學」的成功。 實際上培正中學一直採用「英書中教」（英文書、中文教）的混合模式教學，和政府推行的「中書中教」「母語教學」模式不同。

## 參看
- 香港英文授課中學
- 第二語言教學
- 母語教學